# Boranka
Boranka o también Švestka Boranka es una variedad cultivar de ciruelo (Prunus domestica), de las denominadas ciruelas europeas.
Una variedad de ciruela que se creó en 1964 en el "Instituto de Fruticultura de Čačak", en Yugoslavia (hoy Serbia).
Las frutas tienen un tamaño de medio a grande de forma alargada redondeada, con la piel color azul intenso recubierta de pruina, ligera, plateada, y pulpa color amarillo, textura firme, jugo medio alto, y sabor dulce subácida y refrescante.

## Sinonimia
- "Čačanská Boranka",
- "Švestka Boranka".

## Historia
'Boranka' variedad de ciruela que se creó en 1964 en el "Instituto de Fruticultura de Čačak", Yugoslavia (hoy Serbia), mediante el cruce de 'California Blue' como "Parental Madre" x el polen de 'Ruth Gerstetter' como "Parental Padre". Fue creada por el equipo formado por el Dr. Dobrivoje Ogašanović, Vojin Bugarčić, BSc. en agricultura, la Dra. Ljubica Janda, Dra. Milojko Rankovic y el Dr. Staniša A. Paunović.
Se lo nombró y entró en circuitos comerciales en 2004. La variedad se utiliza ampliamente en la fruticultura comercial.

'Boranka' Se usa comercialmente porque tiene un buen rendimiento y los frutos son fáciles de transportar, también es tolerante a la sharka (una infestación viral que conduce a la muerte de toda la planta).

## Características
'Boranka' es un árbol vigoroso, de hábito similar al de 'Ruth Gerstetter'. Las ramas tienen ángulos bastante estrechos y son propensas a romperse en condiciones de cosecha intensa. Las ramas abundan en madera. Da frutos sobre espolones fructíferos y ramas de un año. La hoja es grande, de color verde oscuro, ligeramente aserrada. La flor es medianamente grande, con pétalos blancos. Florece temprano, casi al mismo tiempo que  'Ruth Gerstetter'. La variedad se considera ligeramente autofértil y sirve como buen donante de polen. La flor tiene un tiempo de floración que comienza a partir del 14 de abril con el 10% de floración, para el 17 de abril tiene una floración completa (80%), y para el 30 de mayo tiene un 90% de caída de pétalos.
'Boranka' tiene una talla de tamaño medio a grande, más grande que 'Ruth Gerstetter', de forma largo redondeado, con un peso promedio de 28,2 a 40,7 gr; epidermis tiene una piel moderadamente gruesa, firme, de color azul intenso recubierta de una fina capa plateada de pruina, la línea de sutura no es prominente; pedúnculo de longitud corto, grueso, leñoso; pulpa de color amarillo, textura firme, jugo medio alto, y sabor dulce subácida y refrescante.
Hueso no queda libre, grande, alargado, asimétrico, con el surco dorsal muy ancho y profundo, los laterales más superficiales, zona ventral poco sobresaliente, superficie rugosa.
Su tiempo de maduración varía según la región y las condiciones climáticas, madura muy temprano, 7-10 días después de 'Ruth Gerstetter'. Tienen un fácil transporte.

## Usos
Se usa comúnmente como postre fresco de mesa, buena ciruela para producir ciruelas pasas de gran calidad.

## Cultivo
Variedad cultivada principalmente en Serbia y Alemania. Una variedad de calidad superior con un tiempo de maduración muy temprano que llena el intervalo entre las ciruelas 'Ruth Gerstetter' y 'Čačanska rana'.

## Características y precauciones
Tolerante al virus Plum pox (Sharka), no deja síntomas en las frutas. Fructifica bastante bien incluso en años con heladas tardías.